# Manuel Eleutério Malheiro
Manuel Eleutério Malheiro foi um administrador colonial português que exerceu o cargo de Governador-Geral interino da Província de Angola entre 1839 e 1842, tendo sido antecedido por António Manuel de Noronha e sucedido por José Xavier Bressane Leite.